# Carl Christian Møller
Carl Christian Møller (soms ook: Müller) (Kopenhagen, 2 juni 1823  – Haderslev, 19 december 1893) was een Deens componist, dirigent en hoboïst. Hij was een zoon van het echtpaar Peter Møller en Anne Christine Salomon. 

## Levensloop
Møllers vader was een uitvoerend muzikant. Van zijn vader kreeg hij eerste muziekles. Al op jeugdige leeftijd werd hij lid van het Borgerlige Artilleris Musikkorps (Burgerlijk Artillerie muziekkorps) en later lid van het Muziekkorps van de Tweede Brigade. Daarnaast was hij van begin aan in 1843 tot 1859 lid in het "Tivolis Koncertsals orkester", toen onder leiding van Hans Christian Lumbye. Als militaire muzikant naam hij deel aan de Eerste Duits-Deense Oorlog en was betrokken bij de slag van Idsted. Vanaf 1854 is hij dirigent van verschillende orkesten in diverse zalen en theaters. Zo was hij bijvoorbeeld dirigent van het orkest van het Folketheatret (1857-1864 en 1875-1885). Van 1875 tot aan zijn dood was hij een populaire dirigent van het "Tivolis harmoniorkester", het harmonieorkest van de Kopenhagense attractiepark Tivoli.
Zijn compositorische activiteiten vallen vooral in de lichtere genre; hij schreef een groot aantal dansen (marsen, walsen, polka, mazurka etc.). Maar hij arrangeerde en componeerde ook werken voor het muziektheater (ballet, toneelmuziek). Hij schreef 3 symfonieën voor harmonieorkest en in het totaal componeerde hij rond 300 werken. 
Møller huwde in 1850 Francisca Charlotte Marie Trechmann. In 1869 ontving hij de Zweedse koninklijke onderscheiding Litteris et Artibus.

## Composities

### Werken voor orkest
- 1854 Sirenen
- Augusta-polka
- Bagatellen, voor strijkorkest, op. 268
- Dorothea-polka
- Fanfan-polka
- Telefom-polka
- Euterpe-vals
- Niniche-galop
- Cliquot-galop
- Figaro-galop
- Kunstnerkarneval-galop

### Werken voor harmonieorkest
- 1852 2den Defiler Marsch
- 1864 Bataille march (Marche de Bataille)
- 1886 Symfonie nr. 1, voor harmonieorkest
- 1887 Symfonie nr. 2, voor harmonieorkest
- 1888 Symfonie nr. 3, voor harmonieorkest
- 9. Maj, Marsch til Den Danske Nordsøeskadre
- Anisca Galop
- Århus Tappenstreg, op. 204
- Danmarks Melodier
- Det første bal
- Fakkeldans
- Gamle Veteran
- Gitaree
- Hälsning til Broderlandet, mars
- Husar Polka
- Jägerdorfer Marsch
- Jubilæumsmarch
- Kampraab Marsch
- Kong Christian IX´s Revue March
- Krigsmarch
- Lilleputternes Storm Galop
- Livjæger Fanemarch
- March
- Napoleon March
- Riberhus March
- Riffelskytten
- Russisk Stormmarch
- Salut for Commandeuren
- Skånske Husar Regiments Marche
- Skarpskyttemarch
- Ungarsk Husar March
- Wilhelmine, polka mazurka

### Muziektheater

#### Operettes
| Voltooid in | titel                                         | aktes       | première                                  | libretto                                                                             |
| ----------- | --------------------------------------------- | ----------- | ----------------------------------------- | ------------------------------------------------------------------------------------ |
| 1857        | Kalifen paa Æventyr, ook: Kalifen paa Eventyr | 3 bedrijven | 24 november 1870, Kopenhagen, Casino      | Erik Bøgh                                                                            |
| 1859        | Esmeralda                                     | 5 bedrijven | 9 oktober 1859, Kopenhagen, Casino        | Victor Hugo, «Notre Dame de Paris», Deense vertaling: Erik Bøgh                      |
| 1861        | Cora, ook bekend als: Slavinden               | 5 bedrijven | 7 november 1861, Kopenhagen, Folketeatret | Jules Barbier, Deense vertaling: Hans Peter Holst, Adolph von der Recke en Erik Bøgh |

#### Balletten
| Voltooid in | titel                                            | aktes   | première                                                         | libretto            | choreografie        |
| ----------- | ------------------------------------------------ | ------- | ---------------------------------------------------------------- | ------------------- | ------------------- |
| 1876        | Fra Sibirien til Moskov (Van Siberië tot Moskou) | 2 aktes | 29 november of 7 december 1876, Kopenhagen, Det kongelige Teater | August Bournonville | August Bournonville |

#### Toneelmuziek
- 1858 Mumbo-Gumbo-Gonggong den Store, farce met zang in 1 akte - tekst: Erik Bøgh met gebruik van motieven uit Louis Charles Caignez en Ludwig Franz von Bilderbeck «Le mandarin Hoang-Pouff ou l'horoscope» alsook uit Adolphe Ribbing de Leuven en Michel Carré «Schabaham II» - première: 5 maart 1858, Kopenhagen, Casino
- 1862 Nytaarsaften paa Hveen, blijspel in 1 akte - tekst: Adolph von der Recke - première: 31 december 1862, Kopenhagen, Folketeatret
- 1866 Hr. Sørensen morer sig, vanaf 1874 bekend onder de titel: Peter Sørensen en Gjennem Kjøbenhavn, farce met zang en dans in 4 aktes (later: 5 aktes en 7 taferrelen) - tekst: Hermann Salingré, Deense vertaling: Harald Jensen, Olaf Poulsen, Erik Bøgh en Carl Wulff
- 1869 Nytaarsnat paa Vesterbro, fantasiespel met zang, koor, dans en humoristische passages in 5 aktes - tekst: Sophus Neumann - première: 31 december 1869, Kopenhagen, Vesterbroes nye Theater
- 1873 Brud og Pavekrone, blijspel met zang in 5 aktes, 7 taferelen - tekst: Prosper Parfait Goubaux, Gustave Lemoine, Deense vertaling: Erik Bøgh - première: 7 november 1873, Kopenhagen, Casino
- 1876 Nytaarsnat 1877, fantastisch grapje met zang en koor in een voorspel en 1 akte - tekst: Paul Marcussen en Carl Wulff - première: 31 december 1876, Kopenhagen, Folketeatret
- 1878 Sivertsens Døtre, blijspel met muziek in 4 aktes - tekst: Adolph L'Arronge "Hasemanns Töchter", Deense vertaling: Carl Jansen - première: 18 januari 1879, Kopenhagen, Folketeatret
- 1881 Fa'er Jean, ook bekend als: Kludesamleren fra Paris, komedie met zang en koor in 4 aktes met voorspel - tekst: Félix Pyat «Le chiffonnier de Paris», Deense vertaling: Frits Holst - première: 7 maart 1881, Kopenhagen, Folketeatret
- Hvedebrød og Rugbrød, komedie met zang - tekst: Paul Marcussen
- I det røde Hav, toneelstuk in 3 aktes - tekst: Peter Sørensen, pseudoniem van Carl Møller en William Faber, naar Tom Taylors "The overland route"
- I Pensionsanstalten, damatische situatie met zang - tekst: Emile de Najac, Deense vertaling: Adolph von der Recke

### Vocale muziek

#### Liederen
- 1864 Jensemarsch, voor zangstem en piano
- Danmark - Fædrelandssang, voor zangstem en piano - tekst: Carl Ploug
- Gamle Danske Sange: Ak ja, det kære første bal, voor zangstem en piano - tekst: Erik Bøgh
- Julegaven - "Det var en stille, hellig julekvæld", voor zangstem en piano - tekst: Erik Bøgh
- Konge-Revue-Marsch for Kjøbenhavns Borgervæbning, voor zangstem en piano - tekst: Carl Ploug

### Kamermuziek
- 1860 Garibaldis Tappenstreg, voor piano en trom, op. 118

### Werken voor piano
- 1860 Jane Eyre Polka, op. 116
- 1867 Sarah Galop, op. 150
- 1867 Fra alle fire Verdenshjørner, galop, op. 151
- Aarhus Tappenstreg, op. 204
- Anisça Galop
- Esmeralda Galop
- Hoftheater Maskebal, polka mazurka, op. 105
- Tableau vivant Galop, op. 76
- Tartar-Marsch
- Til Danmark af C. J.
- To Krigsmarscher, op 1 en op. 2